# الخربة (رغوان)

تعديل مصدري - تعديل

الخربة هي إحدى قرى عزلة رغوان بمديرية رغوان التابعة لمحافظة مأرب، بلغ تعداد سكانها 664 نسمة حسب تعداد اليمن لعام 2004.